# Blossia macilenta
Blossia macilenta är en spindeldjursart som först beskrevs av Lawrence 1968.  Blossia macilenta ingår i släktet Blossia och familjen Daesiidae. Inga underarter finns listade.